# Dendrobium macrostigma
Dendrobium macrostigma är en orkidéart som beskrevs av Johannes Jacobus Smith. Dendrobium macrostigma ingår i släktet Dendrobium, och familjen orkidéer. Inga underarter finns listade i Catalogue of Life.